# ويد هامبتون بايبس
ويد هامبتون بايبس (بالإنجليزية: Wade Hampton Pipes)‏ هو مهندس معماري أمريكي، ولد في 31 يوليو 1877، وتوفي في 1 يوليو 1961.